# Manuel Elizalde
Manuel Elizalde (ur. 1937, zm. 3 maja 1997 w Makati) – filipiński wysoki urzędnik państwowy, absolwent Harvard University, członek filipińskiego rządu.

## Życiorys
Pochodził z bogatej rodziny. Elizalde jest znany głównie z mistyfikacji, jaką było plemię fikcyjne Tasaday, które rzekomo zostało przez niego odkryte w 1971 roku. Plemię to miało prowadzić paleolityczny tryb życia i nie znać znaczenia słowa „wojna”. Wkrótce po rzekomym odkryciu dostęp do plemienia został całkowicie zablokowany, ponoć w celu ochrony go przed wpływem cywilizacji. Po konflikcie z reżimem Ferdinanda Marcosa (konkretnie z Imeldą Marcos) wyemigrował w 1983 roku do Kostaryki, powrócił do kraju w 1988 roku. Po upadku reżimu Marcosa niezależni badacze podjęli badania plemienia i natychmiast odkryli fałszerstwo. Mieszkańcy pobliskich wsi zeznali, że otrzymali zapłatę za udawanie mieszkańców jaskiń. W 1993 roku został mianowany ambasadorem w Meksyku.